# Бискра (город)
Би́скра (араб. بسكرة ‎; бербер.:  Tibeskert, также с 1981 г. — Бе́скра) — город на севере Алжира, административный центр одноимённых вилайета и округа. Расположен примерно в 400 км к юго-востоку от города Алжир, в 115 км к юго-западу от города Батна и в 222 км к северу от города Туггурт. Население — 190 000 человек (по оценке 2005 года).

## История

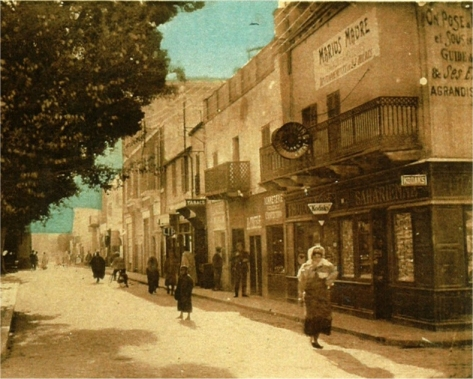
Улицы Бискры (около 1910 года).

В IX веке земли, на которых сегодня расположен город, были завоёваны арабами. В начале XII веке Бискра становится столицей полунезависимого государства Заб. Однако уже в XIII веке эти земли попали под власть династии Хафсидов, управлявших государством Ифрикия. В 1552 году Бискра была завоёвана Османской империей. Турецкое владычество продолжалось вплоть до первой половины XIX века; в 1844 году Бискра была захвачена французскими войсками. В период с 1849 по 1851 год в городе была возведена цитадель. С 1849 по 1871 годы Бискра была ареной периодических боёв между французами и местными кочевыми племенами.
В 1962 году Бискра стала частью независимого Алжира.

## Климат
| Показатель                    | Янв. | Фев. | Март | Апр. | Май  | Июнь | Июль | Авг. | Сен. | Окт. | Нояб. | Дек. | Год  |
| ----------------------------- | ---- | ---- | ---- | ---- | ---- | ---- | ---- | ---- | ---- | ---- | ----- | ---- | ---- |
| Средний суточный максимум, °C | 16,6 | 18,8 | 21,8 | 25,6 | 30,7 | 36,2 | 39,7 | 38,9 | 33,8 | 27,3 | 21,1  | 17,1 | 27,3 |
| Средняя температура, °C       | 11,8 | 13,7 | 16,4 | 19,9 | 24,8 | 29,9 | 33,2 | 32,8 | 28,2 | 22,3 | 16,3  | 12,5 | 21,8 |
| Средний суточный минимум, °C  | 6,9  | 8,6  | 10,9 | 14,2 | 18,8 | 23,6 | 26,6 | 26,5 | 22,6 | 17,1 | 11,4  | 7,8  | 16,2 |
| Норма осадков, мм             | 12   | 8    | 12   | 10   | 12   | 5    | 1    | 6    | 23   | 16   | 18    | 7    | 130  |
| Источник: World Climate       |      |      |      |      |      |      |      |      |      |      |       |      |      |

## Экономика
Основой местной экономики является производство и переработка сельскохозяйственной продукции. Выращивание сельхозкультур осуществляется с помощью системы ирригации. В первую очередь, главной такой культурой являются финики. Также выращиваются пшеница, ячмень, фиги, гранаты, абрикосы и оливки.

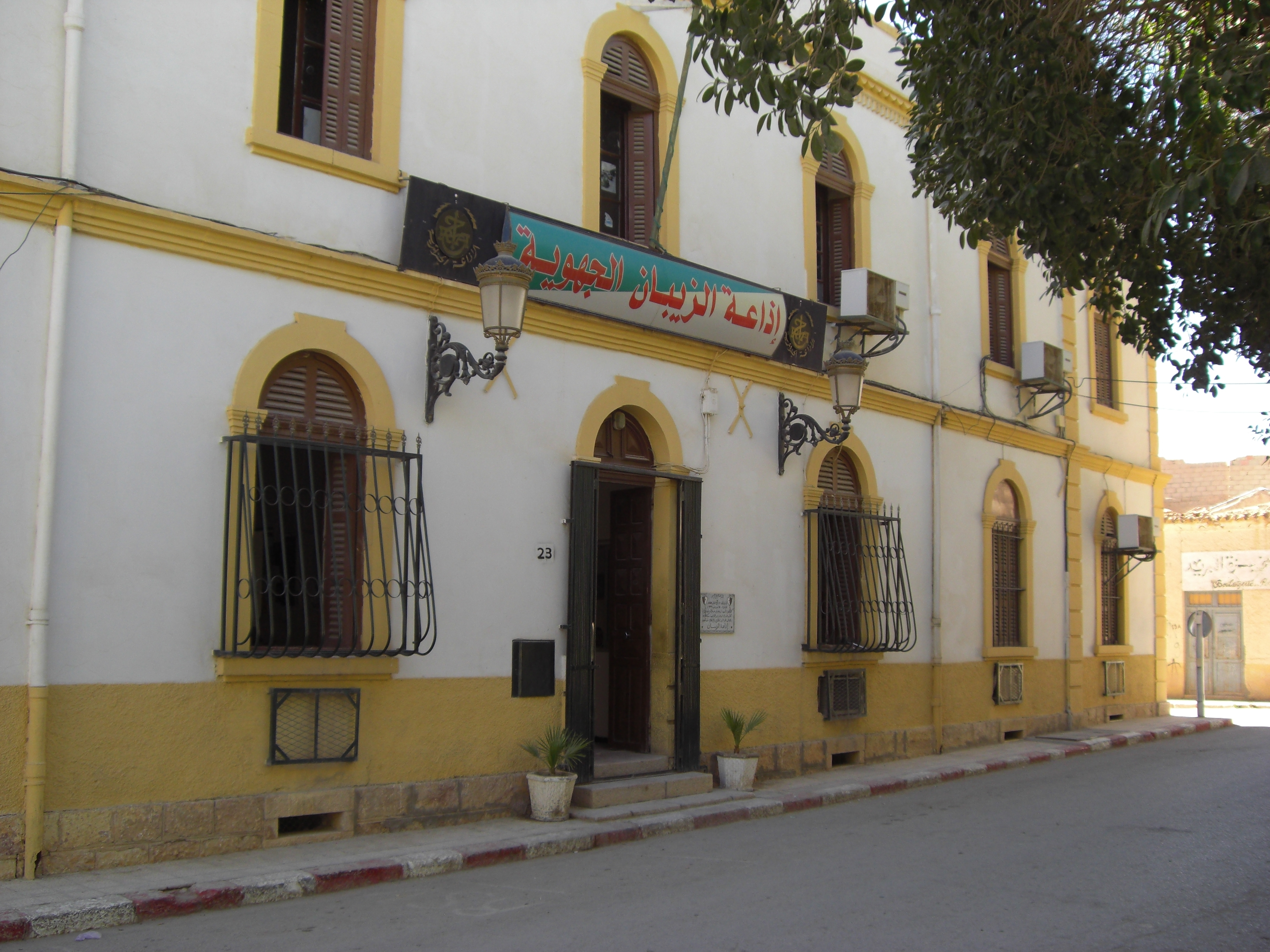
Здание местной радиостанции.

Важной статьёй доходов для местного бюджета является также и туризм. Туристов привлекают, в первую очередь, мягкий местный климат в зимнее время и серные источники, используемые в лечебных целях: против ревматизма и кожных заболеваний.

## Транспорт
Город является транспортным узлом, через который проходят автомобильные и железные дороги. Также в Бискре есть аэропорт.

## Население
| Годы | Население |
| ---- | --------- |
| 1901 | 7500      |
| 1911 | 20 000    |
| 1926 | 22 000    |
| 1931 | 18 900    |

| Годы | Население |
| ---- | --------- |
| 1936 | 21 300    |
| 1948 | 36 400    |
| 1954 | 52 500    |
| 1966 | 59 300    |

| Годы | Население                       |
| ---- | ------------------------------- |
| 1977 | 77 000 (город) 90 500 (мун-тет) |
| 1987 | 128 300                         |
| 1998 | 177 600                         |

## Известные уроженцы
- Лабан, Морис (1914—1956)  — алжирский политик.